# Out-of-India-Theorie
Die Out-of-India-Theorie (OIT) ist eine Hypothese zum Ursprung der indogermanischen Sprachen. Vertreter der Out-of-India-Theorie behaupten, dass der Ursprung dieser großen Sprachfamilie im nördlichen Indien zu verorten sei, wo die indoarischen Sprachen gesprochen werden. Von Indien aus hätten die Ureinwohner, die in diesem Zusammenhang „Arier“ genannt werden, ihre Kultur und Sprache in Asien verbreitet. Die einzelnen indoeuropäischen Sprachen hätten sich entwickelt, indem die jeweiligen Sprecher nach und nach von Nordindien nach Zentral- und Südwestasien und weiter nach Europa gewandert seien.
Die Out-of-India-Theorie steht im Gegensatz zur vorherrschenden Lehrmeinung unter Indogermanisten. Diese geht von einer Migration in umgekehrter Richtung aus: In der Bronzezeit seien indoarisch sprechende Völker in mehreren Wellen aus nordwestlicher Richtung nach Indien eingedrungen und ihre Sprachen hätten sich im Norden des Subkontinents durchgesetzt.

## Linguistische Argumentation
Als wissenschaftlich akzeptiert gilt die Annahme einer weitgehend sicher rekonstruierbaren hypothetischen Proto-Indo-Europäischen Sprache (PIE), auch indogermanische Ursprache genannt. Weniger einig ist man sich darüber, in welcher geografischen Region diese Vorläufersprache anzusiedeln sei. Die OIT verfolgt das Argumentationsziel, dass PIE in Indien entstanden sei und von dort seinen Ausgangspunkt in andere Regionen (hauptsächlich Europas) genommen habe.
Bei der Weiterentwicklung von PIE zum Sanskrit haben die dravidischen Sprachen, austroasiatische Sprachen wie Munda und andere Substratsprachen mitgewirkt. Davon zeugen zahlreiche Lehnwörter.
Der Linguist Satya Swarup Misra versucht den Beweis über die Spuren eines indo-arischen Superstrats bei den Mittani (um 1400 v. Chr.) anzutreten, welches von einer Migration aus Indien in den Nahen Osten zeugen soll. Es sei dem Prakrit ähnlicher als dem Sanskrit, müsse also in etwa der gleichen Zeit zuzuordnen sein wie jenes. Misras Szenario gipfelt in einer gravierend vom Konsens abweichenden Datierung für das vedische Sanskrit, das statt um 1500 v. Chr. um 5000 v. Chr. anzusiedeln sei.

## Philologische Argumentation

### Rigveda
Wichtiger Indizienfundus für eine linguistische Untersuchung ist der arische Rigveda, der älteste Teil der Veden, weil dieser Text in der umstrittenen Zeit entstanden sein muss. Folglich erzählt er uns von den Lebensgewohnheiten, Umweltbedingungen und Kenntnissen der Arier.
So wird der Fluss Sarasvati, den wir heute nur noch als ausgetrocknetes Flussbett kennen, im Rigveda als ein reißender Strom bezeichnet. Hydrologische Untersuchungen ergaben, dass die Sarasvati diesen Status spätestens 2000 v. Chr. eingebüßt hat. Die Arier mussten damals also schon in diesem Gebiet heimisch gewesen sein. Zu dieser Zeit blühte dort und im Fünfstromland, dessen Flüsse den Ariern ebenfalls namentlich bekannt waren, noch die Indus-Kultur. Vertreter der OIT argumentieren hier, dass es sehr unwahrscheinlich sei, dass zwei solche Hochkulturen nebeneinander bestanden haben. Folglich soll die Indus-Kultur mit der arischen identisch sein.

### Epen
Annäherungen an die Thematik über einen Vergleich der großen Epen, dem Mahabharata auf indischer und der Odyssee auf europäischer Seite, können, wenn überhaupt, höchstens eine marginale Berührung der Kulturen beweisen. Über die Frage, in welche Richtung die Beeinflussung vonstattenging, darf bestenfalls spekuliert werden. Gingen beide Erzählungen aus einer Quelle hervor oder entstand die eine aus der anderen? Natürlich sind beide zeitlich viel zu spät entstanden, doch lässt sich auch hier nach geliehenen Ideen, Lehnwörtern und archaischen Namen suchen.

## Archäologischer Befund
Archäologische Funde lassen keine eindeutigen Schlüsse zu. Es gibt zwar beispielsweise Funde eines immer wiederkehrenden Pfauenmotives, das sich anscheinend von Indien aus ausbreitete, doch wie so oft lässt sich höchstens ein sehr loser Kontakt zwischen den betroffenen Kulturen konstatieren. Andererseits scheint es jedenfalls auch keine Funde zu geben, die eindeutig eine Invasion bzw. Einwanderung der Arier belegen würden.
Bezüglich des domestizierten Pferdes verweist die OIT auf Funde von Terrakotta-Miniaturen und Knochen von Pferden im Harappa der Indus-Kultur. Diese Funde ändern aber nichts daran, dass das Pferd in Zentralasien domestiziert wurde (wahrscheinlich im Gebiet der Ukraine), und zwar rund 2000 Jahre vor dem Auftauchen des domestizierten Pferdes in der Indus-Kultur.

## Theoriegeschichte und Rezeption
Historische Vorläufer hat die Out-of-India im frühen 19. Jahrhundert im Westen, als an dortigen Universitäten die Beschäftigung mit indischen Sprachen einsetzte. Friedrich Schlegel beschäftigte sich im Jahr 1808 in seinem Werk Über die Sprache und Weisheit der Indier mit den erstaunlichen Ähnlichkeiten indischer und europäischer Sprachen und folgerte daraus, dass europäische Sprachen wie das Griechische und das Latein indische Vorläufer hätten und insofern ursprünglich in grauer Vorzeit Inder bis nach Griechenland und Italien vorgedrungen sein müssten.
In der zweiten Hälfte des Jahrhunderts setzte sich jedoch durch weitergehende Forschung die Vorstellung durch, dass der Weg der Sprachen in umgekehrter Richtung erfolgte, die Präsenz indogermanischer Sprachen in Indien also auf Invasions- oder Einwanderungsbewegungen beruht.
Heutzutage zählen zu den Verfechtern der OIT viele Nationalisten und Anhänger der Hindutva-Bewegung. In den Verlagen Voice of India und Aditya Prakashan unter der Leitung von Sita Ram Goel bzw. seinem Sohn sind verschiedene Bücher erschienen, die die Theorie der „arischen Invasion“ zu widerlegen trachten, darunter die Bücher von Koenraad Elst (1999) und Shrikant G. Talageri (2000). Auch der prominente Archäologe Braj Basi Lal vertrat eine Version der OIT.
In der akademischen Indogermanistik oder Indologie hat die OIT keinen Rückhalt. Das amerikanische Journal of Indo-European Studies sah sich 2002 veranlasst, einem Verfechter (Nicholas Kazanas) außerhalb seiner normalen Auswahlkriterien Gelegenheit für eine Darstellung einzuräumen. Kazanas’ Artikel erschien zusammen mit neun Rezensionen, die darlegten, weshalb die Out-of-India-Theorie heute allgemein als unhaltbar verworfen wird.
Auch neuere genetische Studien entkräften die Out-of-India-Theorie. Sie weisen darauf hin, dass es entgegen der Grundvorstellung der Out-of-India Theorie zwischen 4.000 und 2.000 Jahren v. Chr. eine bronzezeitliche Einwanderung erst von iranischen Bauern und dann von eurasischen Steppennomaden aus der Gegend des Dons gegeben hat, die mit der Annahme einer Einwanderung durch Indo-Europäer vereinbar ist und deren Gene in Priester-Kasten Nord-Indiens stärker vertreten sind.